# Arno Allan Penzias
Arno Allan Penzias, né le 26 avril 1933 à Munich et mort le 22 janvier 2024 à San Francisco, est un physicien américain. Robert Woodrow Wilson et lui sont colauréats d'une moitié du prix Nobel de physique de 1978 (l'autre moitié a été remise à Piotr Kapitsa) « pour leur découverte du rayonnement thermique cosmologique ».

## Biographie

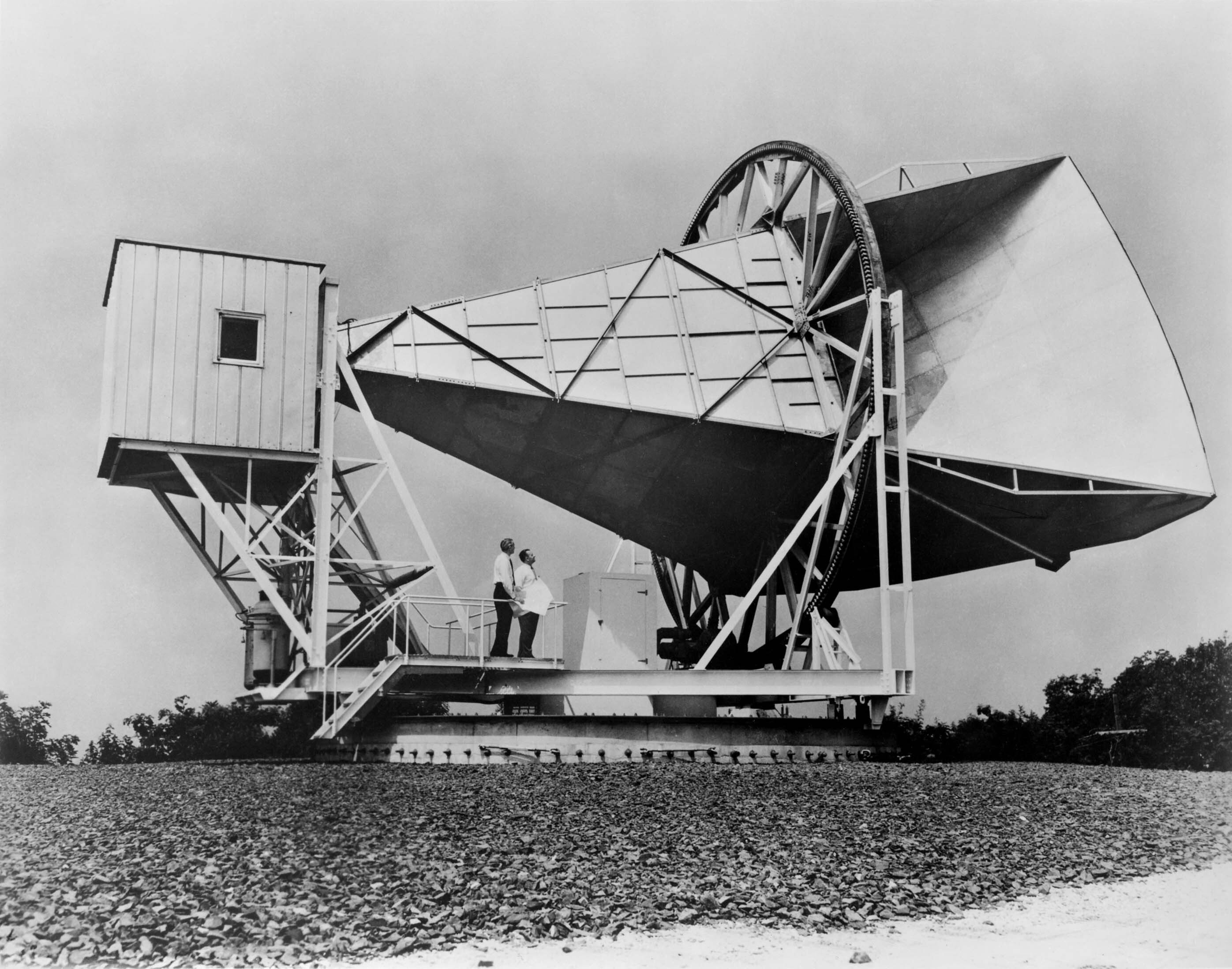
Arno Allan Penzias et Robert Woodrow Wilson sous l'Holmdel Horn Antenna (antenne cornet de Holmdel (New Jersey)) de 15 mètres qui leur apporta leur plus notable découverte.

## Apport scientifique
Leur découverte en 1965 du rayonnement thermique cosmologique fut accidentelle : en travaillant sur un nouveau type d’antenne aux Laboratoires Bell, à Holmdel, ils trouvèrent une source de bruit dans l’atmosphère qu’ils ne purent expliquer. Après avoir même nettoyé les déjections des pigeons, ce bruit s’avéra un rayonnement micro-ondes cosmologique (uniforme dans toutes les directions), la partie du spectre détectée permettant de l’identifier comme le rayonnement thermique d’un corps noir à environ 3 K. Cette découverte constituait un argument important en faveur de la théorie du Big Bang.